# Linuchidae
Linuchidae är en familj av maneter. Linuchidae ingår i ordningen ringmaneter, klassen maneter, fylumet nässeldjur och riket djur. Enligt Catalogue of Life omfattar familjen Linuchidae 3 arter. 
Kladogram enligt Catalogue of Life:
| Linuchidae | \| \| Linantha \| \| \| \| \| \| Linuche \| \| \| \| |
|            | \| \| Linantha \| \| \| \| \| \| Linuche \| \| \| \| |
|            | Atollidae                                            |
|            |                                                      |
|            | Atorellidae                                          |
|            |                                                      |
|            | Nausithoidae                                         |
|            |                                                      |
|            | Paraphyllinidae                                      |
|            |                                                      |
|            | Periphyllidae                                        |
|            |                                                      |
|            | Stephanoscyphus                                      |
|            |                                                      |
|            | Linantha                                             |
|            |                                                      |
|            | Linuche                                              |
|            |                                                      |

|  | Linantha |
|  |          |
|  | Linuche  |
|  |          |